# گیس و گیس‌کشی
گیس و گیس‌کشی (به انگلیسی: catfight) به معنی نزاع و درگیری میان دو زن یا دختر است که معمولاً با خراشیدن پوست، سیلی زدن به صورت، کشیدن مو یا درآوردن پیراهن و بالاپوش طرفین همراه است. همچنین زمانی که دو زن بر سر یک مرد، قدرت یا موفقیت شغلی با یکدیگر درگیر می‌شوند نیز از این واژه بهره برده می‌شود. این واژه در گفتار عامیانه مردم آمریکا از ۱۹۴۰ به این سو رواج یافته و در رسانه‌های گروهی این کشور به وفور مورد استفاده است؛ هرچند که واژه‌ای تحقیرآمیز و خیابانی است. برخی معتقدند خالص‌ترین نوع گیس و گیس‌کشی زمانی است که یک زن بلوند با یک زن موی قهوه‌ای، با یکدیگر درگیر شوند. گاهی این واژه معنی جنسیتی در برندارد.

یک آگهی بازرگانی بحث‌برانگیز مربوط به آب‌جوی میلر لایت که در آن دو زن دارند بر سر اینکه آب‌جوی میلر لایت طعم خوبی دارد یا مزه آب می‌دهد، با یکدیگر دعوا می‌کنند.

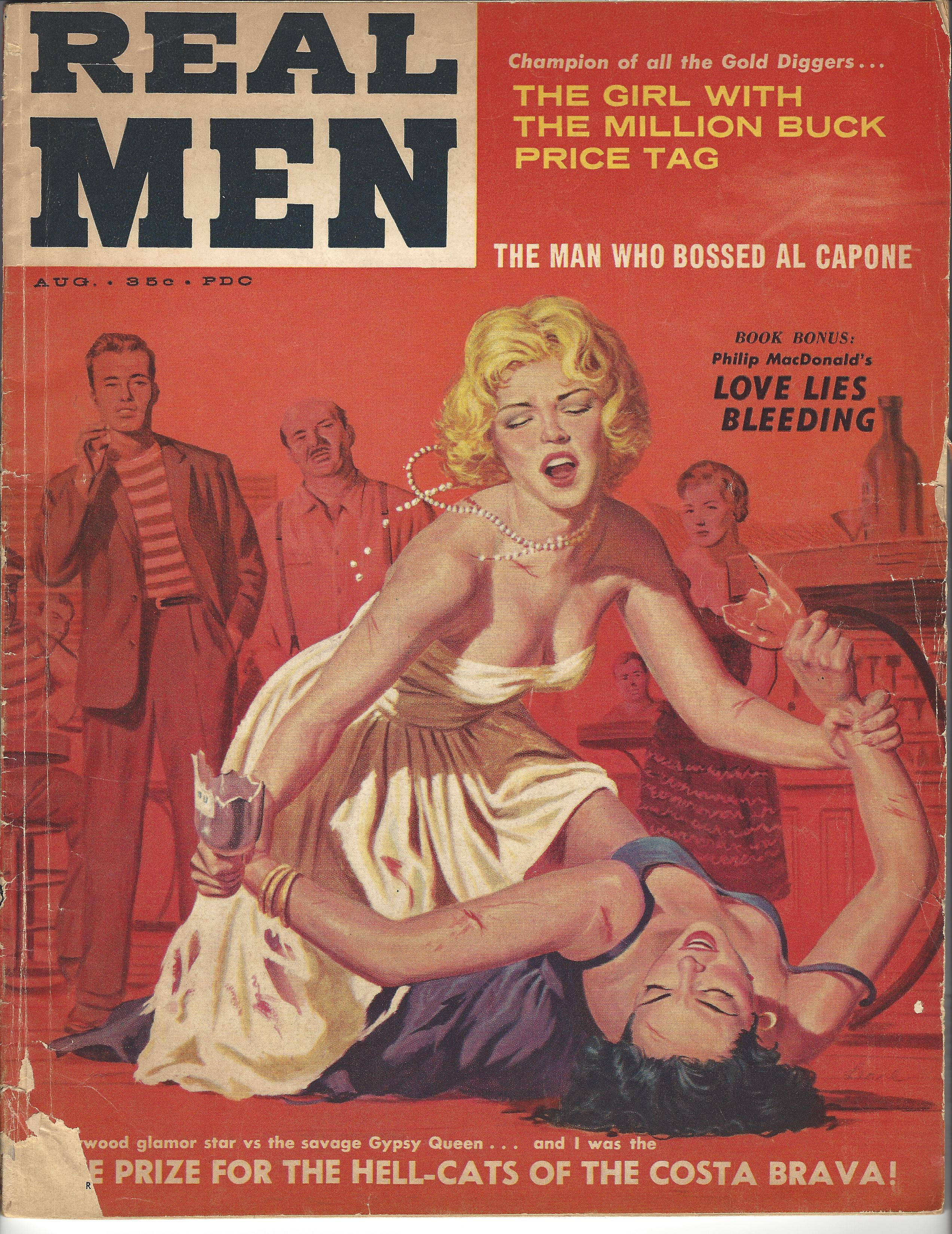
همان‌گونه که ریچل رینک اشاره کرده، نمایش گیس و گیس‌کشی بیش‌تر در رسانه‌هایی که مردان، مخاطب آن‌ها هستند، نمود پیدا می‌کند. همچنین به گفته سوزان داگلاس، گیس و گیس‌کشی بیش‌تر میان یک زن بلوند و یک زن سبزه به نمایش گذاشته می‌شود.

«از نظر فرهنگی فکر می‌کنیم که گیس و گیس‌کشی را تنها بیکینی‌پوش‌هایی که دارند به یکدیگر سیلی می‌زنند یا موهای هم را می‌کشند، انجام می‌دهند. این تفکری جنسیت‌زده و ارزش‌زدایی شده‌است.» -- انور توکل، کارگردان فیلم گیس و گیس‌کشی. 